# Sumatra Barat
Sumatra Barat är en provins på västra Sumatra i Indonesien. Längre stavning "Sumatera" var tidigare vanlig men anses numera som felaktig . Provinsens yta uppgår till 42 130,82 km²  och befolkningen var 5 534 472 invånare år 2020.

## Administrativ indelning
Provinsen är indelad i tolv distrikt och 7 städer.
Distrikt (Kabupaten):
- Agam, Dharmas Raya, Kepulauan Mentawai, Lima Puluh Koto, Padang Pariaman, Pasaman, Pasaman Barat, Pesisir Selatan, Sawahlunto/Sijunjung, Solok, Solok Selatan, Tanah Datar

Städer (Kota):
- Bukittinggi, Padang, Padang Panjang, Pariaman, Payakumbuh, Sawah Lunto, Solok